# Министр иностранных дел Монако
Министр иностранных дел Монако (официальное название должности: советник правительства — министр внешних связей и сотрудничества, фр. Le conseiller de gouvernement – ministre des Relations extérieures et de la Coopération) — исполнительный пост в правительстве Монако, глава департамента внешних сношений Монако, которое участвует в формировании внешней политики Монако и представляет интересы страны и её граждан, защищает их права. Пост советника появился в 2005 году.

## Советники внешних сношений Монако
- Райнер Имперети — (1 февраля 2005—2006);
- Анри Фиссоре — (2006 — 1 июня 2007);
- Жан Пасторелли — (1 июня 2007 — 20 июня 2008);
- Франк Бианшери — (20 июня 2008 — 31 декабря 2010);
- Жозе Бадья — (1 января 2011 — 22 февраля 2015);
- Жиль Тонелли — (22 февраля 2015 — 21 октября 2019)[2];
- Лоран Ансельми — (21 октября 2019 — 17 января 2022);
- Изабель Берро Амадей — (с 17 января 2022).